# Обер-Хильберсхайм
Обер-Хильберсхайм (нем. Ober-Hilbersheim) — община в Германии, в земле Рейнланд-Пфальц. 
Входит в состав района Майнц-Бинген. Подчиняется управлению Гау-Альгесхайм.  Население составляет 1050 человек (на 31 декабря 2010 года). Занимает площадь 7,38 км².

## География

### Расположение
Община Обер-Хильберсхайм находится на юго-западе Германии, в районе Майнц-Бинген, который, в свою очередь, располагается в федеральной земле Рейнланд-Пфальц.

### Климат
Умеренно континентальный климат в данной германской общине, в целом, характерен для земли Рейнланд-Пфальц и юго-западной Германии в целом. Практически все города, располагающиеся в районе вблизи реки Рейн, открыты к воздушным массам из-за границы с Францией.

## История
Как и большинство общин западной части Германии, Обер-Хильберсхайм имеет древние исторические корни, вследствие чего дату основания множества таких населённых пунктов уточнить проблематично. По имеющимся данным, до 12 века община именовалась как Хильбридисхайм (нем. Hilbridisheim).

## Транспорт
Немецкий Обер-Хильберсхайм находится неподалёку от больших автомобильных трасс, из которых некоторые имеет международный уровень.